# Шанское нагорье
Ша́нское наго́рье — нагорье на востоке Мьянмы (штат Шан), продолжающееся на территории Китая (под названием Юньнаньское нагорье), Лаоса и Таиланда.

## Рельеф
Площадь нагорья составляет около 150 тыс. км². В западной части нагорья чередуются высокие волнистые равнины, отдельные плосковершинные массивы и межгорные котловины, на востоке — горные хребты с максимальной высотой 2675 м (гора Маннат), расчленённые глубокими ущельями рек Салуин, Меконг и их притоков.

## Геология
Шанское нагорье сложено главным образом гнейсами, кристаллическими сланцами, кварцами, известняками с многочисленными проявлениями карста. Имеются месторождения драгоценных камней и полиметаллических руд, в том числе одно из крупнейших в мире серебро-свинцово-цинковое месторождение.

## Климат и растительность
Климат субэкваториальный, муссонный. Средняя температура января составляет 18—24 °С, июля — до 30 °С. Количество осадков — 1300—1700 мм в год, на наветренных склонах — свыше 2000 мм (выпадают главным образом летом). Реки богаты гидроэнергоресурсами, используются для сплава леса и орошения. Много озёр (крупнейшее — озеро Инле). На нагорье произрастают горные вечнозелёные и листопадные леса из тика, сала, магнолий, лавра и бамбука, которые с высотой сменяются хвойными лесами. В относительно сухих районах преобладает саванная растительность.
Восточная часть нагорья входит в так называемый Золотой треугольник, где выращивается опийный мак.